# Scontri di Soweto
Gli scontri di Soweto (o rivolta di Soweto) furono una serie di scontri che avvennero nella township (baraccopoli) di Soweto (sobborgo di Johannesburg, Sudafrica) nel giugno del 1976.
Gli scontri coinvolsero studenti neri che protestavano contro la politica segregazionista del National Party, il partito degli afrikaner nazionalisti che a quell'epoca era al governo del paese. La polizia soffocò le manifestazioni studentesche con la forza; diverse centinaia di persone furono uccise nell'arco di dieci giorni di contestazione. Questo evento, che colpì l'opinione pubblica mondiale, diede inizio a una catena di conseguenze che sfociarono, quindici anni dopo, nella caduta del regime dell'apartheid, grazie alle altre rivolte che ci furono in America ed altri paesi.

## Il contesto politico
Dopo la repressione dell'African National Congress negli anni sessanta, la protesta nera contro l'apartheid tacque per diversi anni. Alla metà del decennio successivo, tuttavia, il successo di altre organizzazioni rivoluzionarie nei paesi vicini (quali la Frelimo) alimentò nuove speranze per i neri che intendevano rovesciare il governo afrikaner. L'ANC giunse a formare una propria ala armata (chiamata Umkhonto we Sizwe) e incitò la popolazione africana a "rendere il paese ingovernabile".

## Cause dalla protesta
Il motivo specifico della protesta studentesca di Soweto fu un decreto governativo (l'Afrikaans Medium Decree) che imponeva a tutte le scuole per neri di utilizzare l'afrikaans come lingua paritetica all'inglese. Il 1º gennaio 1975 tutti i presidi delle scuole nere ricevettero ordine di usare l'afrikaans nelle lezioni di alcune materie; l'annuncio fu dato da J. G. Erasmus, Direttore Regionale dell'"Istruzione Bantu" ("bantu" era il termine usato dalle autorità sudafricane per riferirsi alla popolazione nera).
Questa misura era l'ultimo episodio di una lunga serie di imposizioni da parte degli afrikaner, e fu percepita come direttamente associata alla logica generale dell'apartheid; l'inglese era infatti di gran lunga più diffuso presso la popolazione nera, ed era stato scelto come lingua ufficiale da molti bantustan. Al contrario, come ebbe a dire Desmond Tutu, l'afrikaans era "la lingua degli oppressori". 
Il Ministro per l'Istruzione Bantu, Punt Janson, ebbe a dire:
Il decreto suscitò numerose proteste da parte del corpo docenti e degli studenti della maggior parte delle scuole per neri. Il 30 aprile 1976, i bambini della Orlando West Junior School (nel sobborgo di Orlando a Soweto) diedero inizio a uno sciopero, rifiutandosi di andare a scuola. Gli studenti di Soweto formarono un comitato d'azione, il Soweto Students' Representative Council, per organizzare la protesta, indicendo una manifestazione di massa per il 16 giugno.

## Il primo scontro
Il 16 giugno, migliaia di studenti e docenti neri uscirono dalle scuole e si diressero verso lo stadio di Orlando. La manifestazione era stata pianificata in modo accurato in modo tale che fosse chiaro che si trattava di una protesta pacifica; nelle prime file del corteo erano esposti cartelli con scritte come "Non sparateci - non siamo armati".
Il corteo incontrò la polizia, che aveva preparato delle vere e proprie barricate. Il leader del corteo chiese ai dimostranti di non provocare la polizia e fece deviare la folla su un percorso alternativo; anziché andare allo stadio, giunsero presso la Orlando High School. Nel frattempo, la polizia aveva chiamato rinforzi.
La polizia cercò inizialmente di disperdere la folla con i gas lacrimogeni. La folla recedette ma continuò a cantare slogan come "se noi dobbiamo imparare l'afrikaans, Vorster deve imparare lo zulu".
Sono state fornite diverse versioni circa l'evento specifico che diede inizio al massacro. I dimostranti erano certamente disarmati, ma alcune fonti riportarono che i bambini avevano iniziato a tirare pietre alla polizia. Altri resoconti confermano invece che i manifestanti mantennero un comportamento nonviolento. In ogni caso, la polizia aprì il fuoco, uccidendo quattro bambini, fra cui il tredicenne Hector Pieterson. La fotografia del corpo di Pieterson divenne un simbolo della violenza della polizia sudafricana. Negli scontri che seguirono durante la giornata morirono altre 23 persone. Il pronto soccorso degli ospedali fu presto invaso da feriti che richiedevano assistenza. A sera, gli scontri erano cessati; automobili e autoblindo della polizia pattugliavano Soweto.

## Scontri successivi
Dopo il massacro del 16 giugno, la tensione fra gli studenti neri di Soweto e la polizia continuò a crescere. Il giorno successivo, le forze dell'ordine sudafricane giunsero a Soweto armate di fucili automatici, e furono dispiegate anche forze dell'esercito. Soweto era pattugliata da elicotteri e automobili della polizia. Diverse fonti riportarono di agenti in borghese che giravano in automobili civili e sparavano a vista sui dimostranti neri.

## Vittime
Il numero esatto delle vittime viene stimato, a seconda delle fonti, da 200 a 600. La Reuters dichiarò che i morti erano stati "più di 500". Il solo governo sudafricano menzionò cifre significativamente diverse, parlando di 23 vittime. Il numero dei feriti fu stimato essere superiore a 1000.

## Conseguenze della rivolta
La rivolta contribuì a consolidare il sentimento anti-afrikaner nelle masse nere e la posizione predominante dell'ANC come principale interprete di questo sentimento.
Le immagini degli scontri (fotografie e filmati) girarono rapidamente il mondo, sensibilizzando bruscamente l'opinione pubblica internazionale sul problema dell'apartheid. Il governo sudafricano subì una serie di condanne internazionali, incluse nuove sanzioni da parte delle Nazioni Unite (che avevano già condannato ripetutamente la politica del National Party). L'economia sudafricana si trovò a dover fronteggiare un embargo su vasta scala.
Molti dei cittadini bianchi sudafricani presero parte in modo deciso a favore dei dimostranti, dichiarandosi indignati per il comportamento della polizia. Alle manifestazioni di studenti neri si andarono ad aggiungere quelle degli studenti bianchi (per esempio della University of the Witwatersrand). Dal mondo studentesco, inoltre, la protesta si allargò a diversi settori produttivi, con una catena di scioperi da parte degli operai di molte fabbriche.
Tutti questi fattori portarono il Sudafrica in una situazione di crisi senza precedenti, che ebbe certamente un ruolo importante nella successiva caduta del National Party e nella fine dell'apartheid, sancita definitivamente nel 1994.
Sugli eventi del 1976 è stato in seguito creato un museo a Orlando, intitolato a Hector Pieterson, il tredicenne ucciso all'inizio degli scontri.
In Sudafrica, il 16 giugno viene oggi celebrato come "giornata della gioventù".

## Riferimenti nella cultura
- Gli scontri di Soweto sono rappresentati nel film del 1987 Grido di libertà (Cry Freedom) di Richard Attenborough, e nel musical Sarafina!. A questi eventi è ispirato anche il romanzo A Dry White Season di André Brink, da cui nel 1989 è stato tratto un film
- Il nome di quest'area ha dato il titolo all'omonima canzone di Eugenio Finardi contenuta nell'album Dolce Italia del 1987
- Nel 2009 il gruppo musicale irlandese U2 ha trattato l'argomento nel brano Breathe, incluso nel loro album No Line On The Horizon
- Ai "martiri di Soweto" è intitolata una via nella città di Reggio Emilia [4]
- Lauryn Hill cita Soweto all’interno del brano Forgive them father contenuto nell’album di esordio solista The Miseducation of Lauryn Hill del 1998